# Ілляші
Ілляші (рос. Ильеши) — присілок у Волосовському районі Ленінградської області Російської Федерації.
Населення становить 45 осіб. Належить до муніципального утворення Бегуницьке сільське поселення.

## Історія
Від 1 серпня 1927 року належить до Ленінградської області.

## Населення
| 1838 | 1857 | 1862 | 1882 | 1885 | 1899 | 1965 |
| ---- | ---- | ---- | ---- | ---- | ---- | ---- |
| 304  | ↘282 | ↗490 | ↘331 | ↘265 | ↗305 | ↘144 |
| 1997 | 2007 | 2010 | 2013 | 2017 |      |      |
| ↘28  | ↗34  | ↘28  | ↗30  | ↗45  |      |      |